# Illa de Màrmara

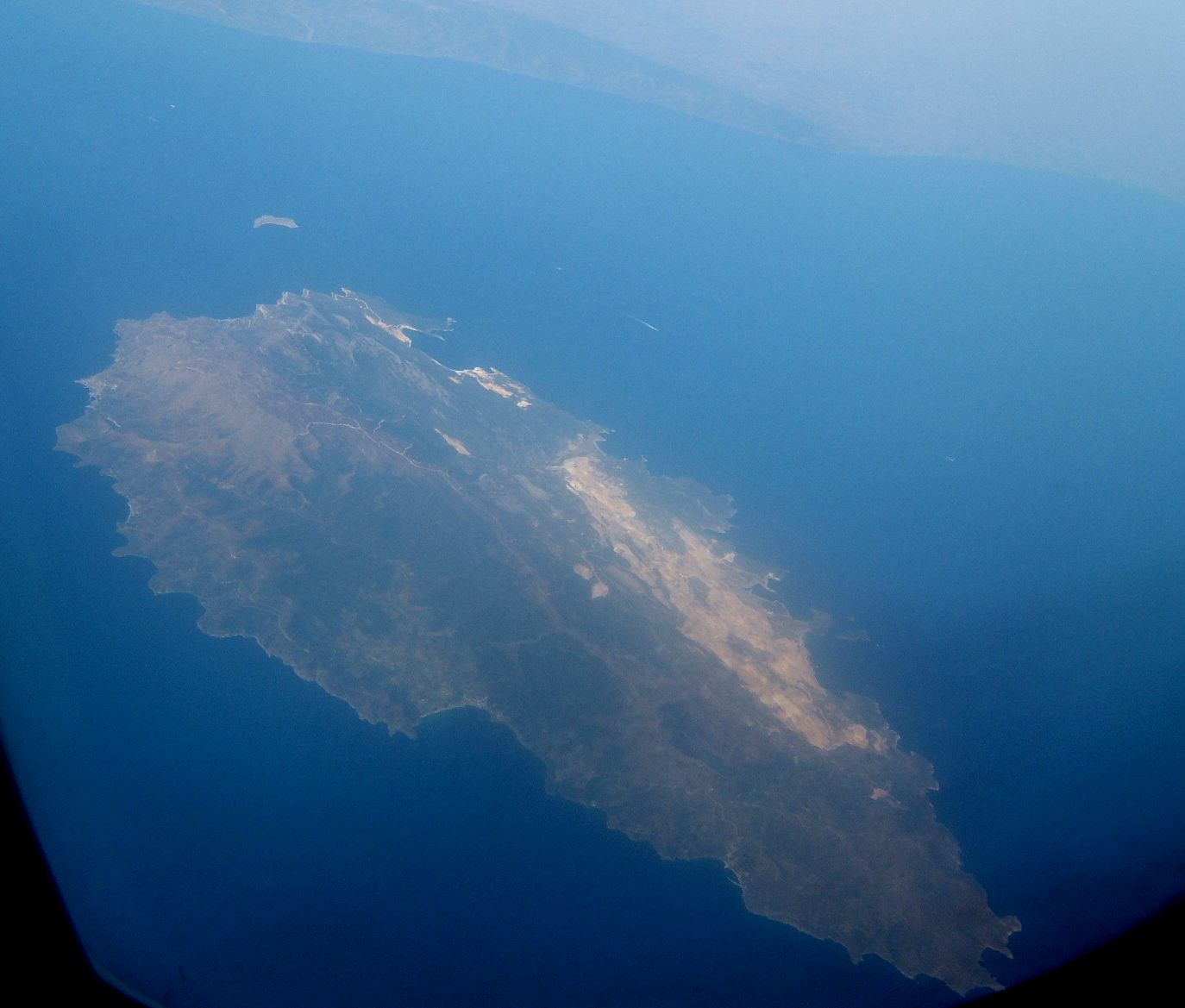
Vista aèria de l'illa de Màrmara

Màrmara és una illa de Turquia al Mar de Màrmara. És l'illa més extensa al Mar de Màrmara i és un districte de la província de Balıkesir. Està unida amb Istanbul per vaixell i ferri.
El seu nom deriva del grec μάρμαρον (màrmaron) i aquest de μάρμαρος (màrmaros), ‘roca cristal·lina’, ja que és famosa pel seu marbre. Sota el nom de Proconnesus és seu d'una diòcesi de l'església catòlica però actualment està vacant.
La presència antiga dels grecs hi data del tercer mil·lenni aC. La llegenda la identifica amb la visita de Jàson i els Argonautes i amb l'expedició grega contra Troia. En temps antics es deia Proconnès (Προκόννησος). El 493 aC va ser cremada per Darius I. El 410 Alcibíades la conquerí per Atenes. Durant el regnat de Constantí el Gran al segle iv molts nobles de Constantinoble s'assentaren a l'illa i hi construïren palaus. Justinià hi construí un dels primers convents que es coneixen.
Dita igualment Estilària (grec medieval: Στηλαρία) en l'edat mitjana, el poble de Màrmara podria ser la mateixa ciutat que apareix amb el nom d'«Estilar» en les fonts medievals catalanes.
Fins uns anys abans de la Primera Guerra Mundial l'illa estava poblada gairebé exclusivament per grecs de religió ortodoxa. Pel Tractat de Lausana de 1923 hi va haver un intercanvi de població entre Grècia i Turquia i els grecs de l'illa de Màrmara van sortir-ne; molts varen establir-se a la península Calcídica, on hi fundaren Neos Marmaràs.